# Bandera de Alicante
La bandera de Alicante es la enseña que identifica la provincia marítima de Alicante y, por extensión, a la ciudad de su principal puerto, la de Alicante, España. Así como a la demarcación provincial administrativa homónima. Su origen viene de una orden del Ministerio de Marina español de 1845 cuando se aprobó la numeración y colores de las banderas de los barcos de las diferentes divisiones marítimas. No existe descripción oficial, ni legal, ni acta del acuerdo de la adopción de la bandera de Alicante por parte del antiguo Consejo de Alicante (Ayuntamiento), pero las características vexilológicas habituales son los siguientes: Bandera rectangular de proporciones dos de alto por tres de largo, dividida verticalmente en dos partes iguales, blanca al asta, y azul al batiente. Con el escudo en medio, y en sus colores. 
Como no consta ninguna adopción oficial, no quedan establecidas claramente las proporciones de cada uno de los elementos que componen la bandera, sobre todo en cuanto al tamaño y ubicación concretas del escudo. En el caso de la bandera provincial, el escudo es ligeramente diferente: Las armas de Aragón que aparecen en cabeza en el escudo de la ciudad de Alicante, en vez de representarse en forma de baldosa, se representa en el primer cuadrante con el escudo partido, y sin el Toisón de Oro.

## Historia
La bandera municipal de Alicante procede de la antigua contraseña de la Provincia Marítima de Alicante, integrada en el Departamento Marítimo de Cartagena.
Una real orden del 30 de julio de 1845 estableció un código de contraseñas para que los barcos matriculados a cada provincia marítima pudieran ser identificados, tanto desde el mar como vista desde los puertos. La contraseña asignada por el Ministerio de Marina en la provincia marítima de Alicante fue una bandera blanca y azul a partes iguales, encontrándose la mitad blanca junto al palo.
Una real orden de 31 de octubre de 1857 abolió el sistema de contraseñas, pero la inercia de su uso, ya totalmente voluntario, entró hasta el siglo XX donde sobre todo los barcos de pescadores alicantinos continuaron usándola, empezando a conocer como bandera náutica.
El 1 de febrero de 1893, el ayuntamiento adoptó como enseña local la conocida entonces como bandera náutica.
Así, por lo tanto, si bien el Ayuntamiento utiliza la contraseña marítima de Alicante en sus edificios municipales para representar el ayuntamiento, a nivel oficial y legal la corporación no ha acordado la adopción de una bandera municipal en sentido estricto, según directrices del Consejo Técnico de Heráldica y Vexilología de la Generalidad Valenciana.